# Mentore
Mentore (in greco antico: Μέντωρ?) è un personaggio della mitologia greca, figlio di Alcimo. Citato nell'Odissea, è l'itacese a cui Ulisse affida il piccolo Telemaco prima di partire per la guerra di Troia.

## Mitologia
Atena (o Minerva per i Romani), dea della saggezza, prende le sembianze di Mentore durante la Telemachia per sostenere Telemaco e, nello sterminio dei Proci, per infondere coraggio a Ulisse e sostenerlo nella battaglia.

## Uso di mentore nel linguaggio comune ed in letteratura
Etimologicamente, il vocabolo mentore viene utilizzato ora con il significato di consigliere; per antonomasia, il vocabolo mentore ha assunto nel linguaggio comune il significato di consigliere fidato, guida saggia, precettore.
In letteratura, il mentore è quel personaggio che dona oggetti e consigli preziosi all'eroe. La diffusione del vocabolo si deve al romanzo Les aventures de Télémaque di Fénelon.